# スルー・ザ・ルッキング・グラス (TOTOのアルバム)
『スルー・ザ・ルッキング・グラス』（Through the Looking Glass）は、TOTOが2002年に発表したカバー・アルバム。

## 解説
デヴィッド・ペイチの提案により、バンドにとって初のカバー・アルバムとして制作された。バンドは、長年籍を置いてきたコロムビア・レコードを離れており、本作はキャピトル・レコード傘下のCMCから発売された。

## 収録曲
1. クッド・ユー・ビー・ラヴド - "Could You Be Loved" - 3:47
  - オリジナルはボブ・マーリー&ザ・ウェイラーズ『アップライジング』（1980年）に収録。
2. 菩薩 - "Bodhisattva" - 4:51
  - オリジナルはスティーリー・ダン『エクスタシー』（1973年）に収録。
3. ホワイル・マイ・ギター・ジェントリー・ウィープス - "While My Guitar Gently Weeps" - 5:15
  - オリジナルはビートルズ『ザ・ビートルズ』（1968年）に収録。
4. アイ・キャント・ゲット・ネクスト・トゥ・ユー - "I Can't Get Next to You" - 4:04
  - オリジナルはアル・グリーン『ゲッツ・ネクスト・トゥ・ユー』（1971年）に収録。
5. 汚れた街 - "Living for the City" - 5:49
  - オリジナルはスティーヴィー・ワンダー『インナーヴィジョンズ』（1973年）に収録。
6. メイデン・ヴォヤージュ/バタフライ - "Maiden Voyage/Butterfly" - 7:33
  - ハービー・ハンコック『処女航海』（1965年）収録曲と『スラスト（突撃）』（1974年）収録曲のメドレー。
7. バーン・ダウン・ザ・ミッション - "Burn Down the Mission" - 6:28
  - オリジナルはエルトン・ジョン『エルトン・ジョン3』（1970年）に収録。
8. サンシャイン・オブ・ユア・ラヴ - "Sunshine of Your Love" - 5:13
  - オリジナルはクリーム『カラフル・クリーム』（1967年）に収録。
9. 朝日のあたる家 - "House of the Rising Sun" - 4:40
  - オリジナルはトラッド・ソング。本作では、アニマルズが1964年に大ヒットさせたヴァージョンを元にしている。
10. ウォッチング・ザ・ディテクティヴス - "Watching the Detectives" - 4:04
  - オリジナルはエルヴィス・コステロの1977年のシングル・ヒット曲。
11. 悲しみは果てしなく - "It Takes a Lot to Laugh, It Takes a Train to Cry" - 3:52
  - オリジナルはボブ・ディラン『追憶のハイウェイ 61』（1965年）に収録。

## 参加ミュージシャン
- ボビー・キンボール - ボーカル
- スティーヴ・ルカサー - ギター、ボーカル
- マイク・ポーカロ - ベース
- デヴィッド・ペイチ - キーボード、ボーカル
- サイモン・フィリップス - ドラム、パーカッション

ゲスト・ミュージシャン
- レニー・カストロ - パーカッション
- スティーヴ・ポーカロ - シンセサイザー
- ブランダン・フィールズ - テナー・サックス
- ウォルト・ファウラー - トランペット
- ジェームス・イングラム - ボーカル、バッキング・ボーカル
- エリス・ホール - ボーカル
- デイヴィ・ジョンストン - バッキング・ボーカル
- ナイジェル・オルソン - バッキング・ボーカル
- モネット - バッキング・ボーカル